# Gesp (schimmel)
Gespen zijn gespvormige uitgroeiingen op de septa (tussenwanden) van schimmeldraden bij de meeste Basidiomyceten. Ze komen ook voor bij de schimmeldraden van vruchtlichamen van enkele Ascomyceten. Als uitgroeiingen van het dikaryotische mycelium dragen ze eraan bij dat het mycelium tweekernig blijft en zorgen ze ervoor dat bij de mitose bij een cel met de celkern A en B beide verdubbelde celkernen A' en B' in de nieuwe cel terechtkomen.

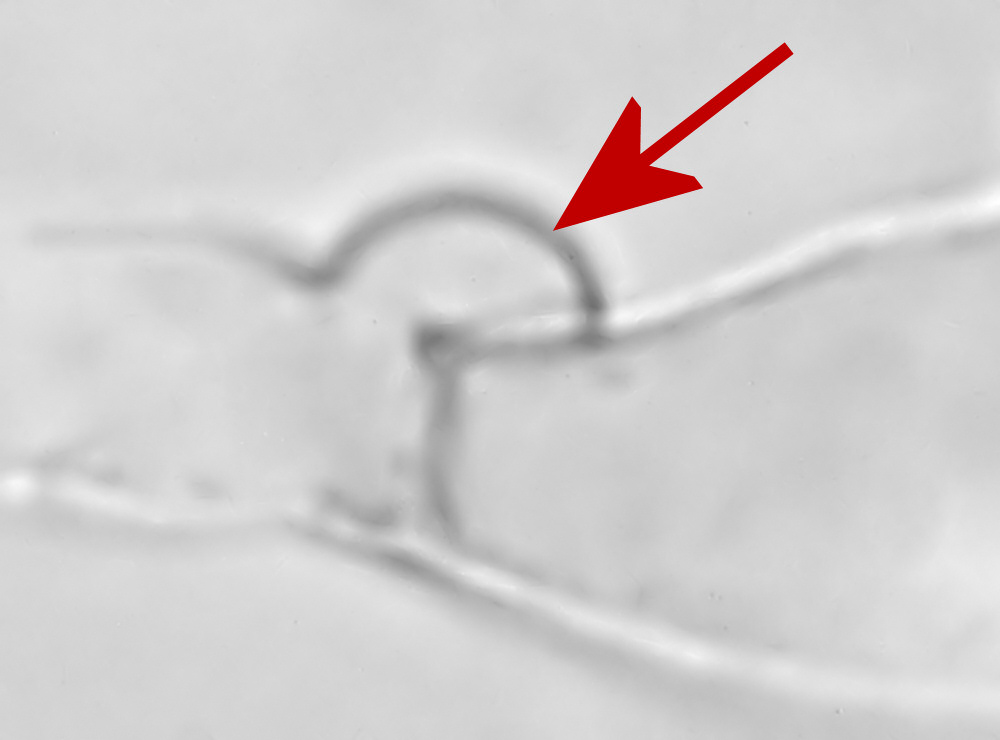
Schimmeldraad met gesp
Gespvorming
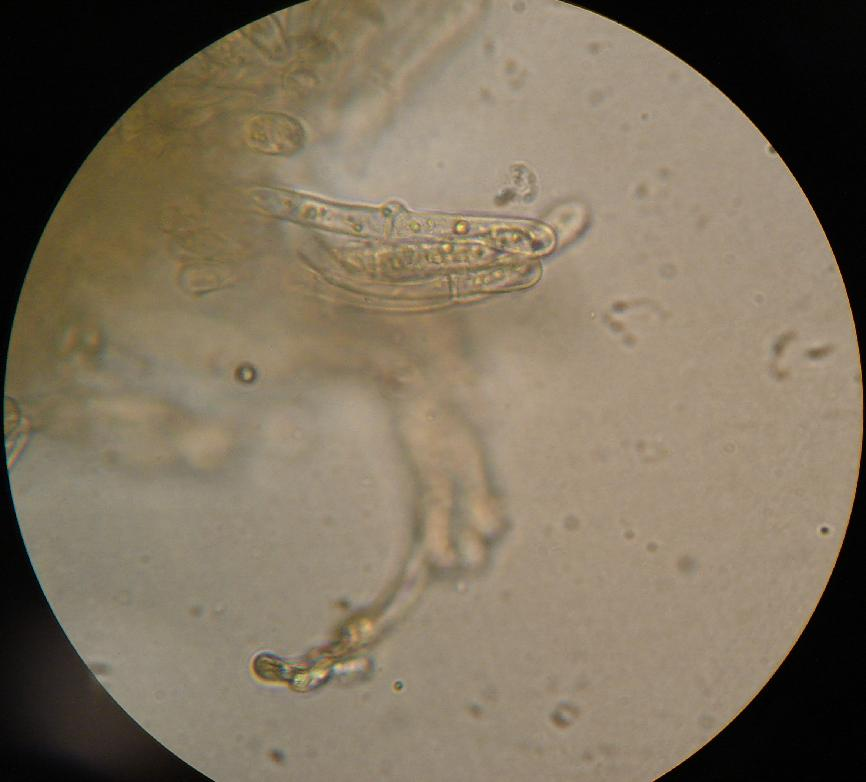
Cantharellus gesp

Bij de lengtegroei verdubbelt zich alleen de cel aan het eind van een schimmeldraad. Eerst wordt deze cel steeds langer totdat de twee celkernen zich verdubbeld hebben (A' en B' als nieuw gevormde celkernen) en de cel een uitstulping gevormd heeft. A' en B' gaan naar het eind van de cel en terwijl B in de gesp gaat, gaat A naar het andere eind van de oude cel. De kernen worden met behulp van het cytoskelet getransporteerd. Bij de gesp wordt een celwand gevormd, die B van de nieuwe cel afscheidt en kort daarna een verbinding vormt met de oude cel. Celkern B komt nu weer bij celkern A. Zo zijn beide cellen weer dikaryotisch met een compatibel paar celkernen. 
Bij de Ascomyceten worden de uitstulpingen geen gespen maar haken genoemd.